# Premio James A. Van Fleet
El premio General James A. Van Fleet (제임스 밴 플리트상) es una distinción otorgada anualmente desde 1995 por The Korea Society. Se entrega a «uno o más coreanos o estadounidenses distinguidos, en reconocimiento de sus excepcionales contribuciones a la promoción de las relaciones Corea-Estados Unidos». Es uno de los premios más prestigiosos en el campo de las relaciones entre estos dos países.
Fue nombrado en honor al General James A. Van Fleet, comandante de las fuerzas de Estados Unidos en la guerra de Corea en 1951. Se presenta formalmente a los receptores cada año en la cena anual de The Korea Society.

## Ganadores
- 2017 - George W. Bush (expresidente de Estados Unidos) y Chey Tae-won (presidente y director de SK Holdings)
- 2018 - Sohn Kyung-Shik (Presidente de CJ Group)
- 2019 - The Boeing Company y Yang Ho Cho (presidente y director de Korean Air)
- 2020 - Charles B. Rangel (congresista y veterano de la guerra de Corea), Salvatore Scarlato (Presidente de la Asociación de Veteranos de la guerra de Corea), Yongmaan Park (Presidente de la Cámara de Comercia e Industria de Corea)
- 2021 - BTS (Grupo de k-pop con más reconocimientos de la historia. Superestrellas globales)